# Grammia arge
Grammia arge är en fjärilsart som beskrevs av Dru Drury 1770. Grammia arge ingår i släktet Grammia och familjen björnspinnare. Inga underarter finns listade i Catalogue of Life.

## Bildgalleri

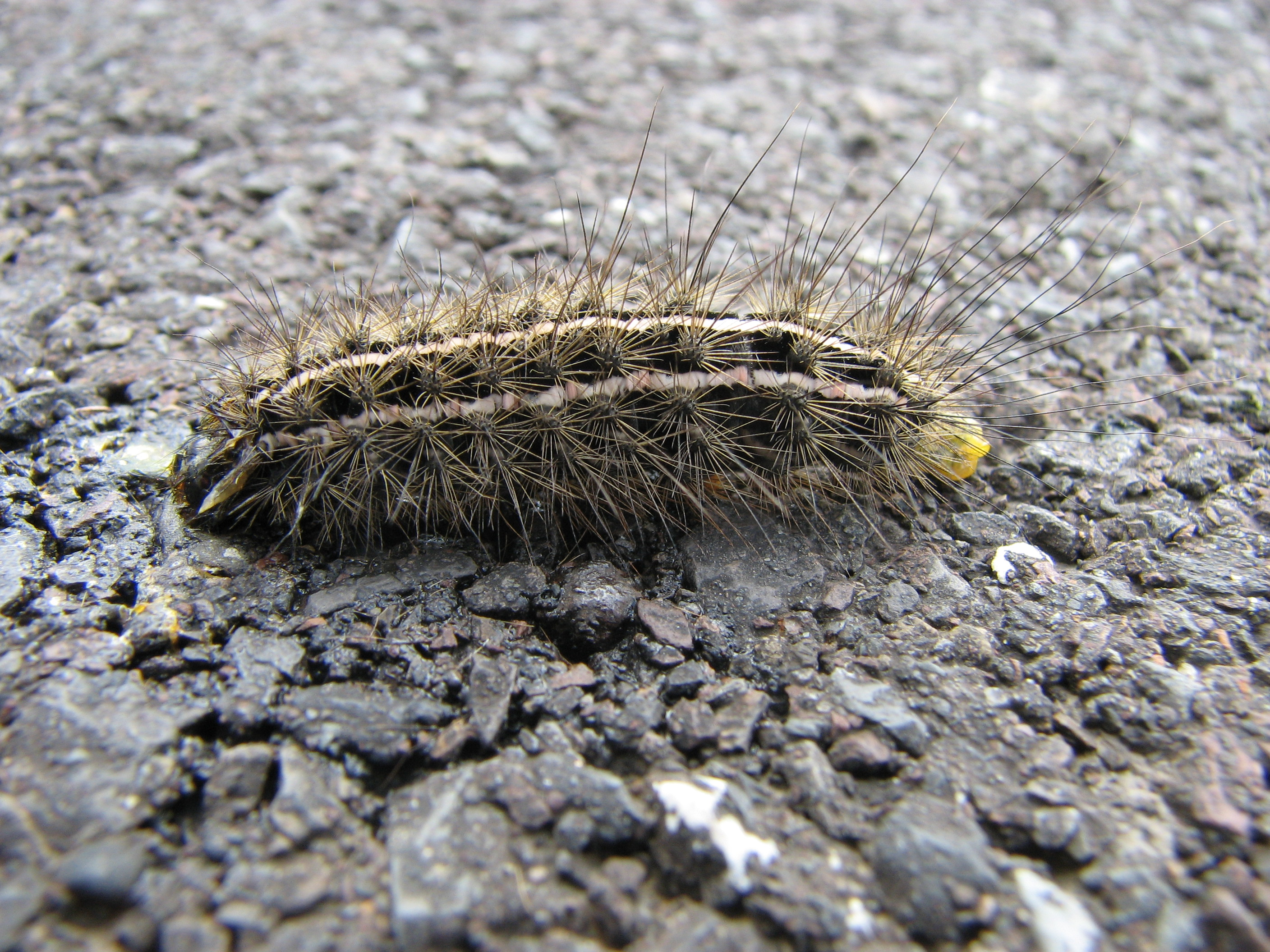